# Marathon van Eindhoven 2015
De marathon van Eindhoven 2015 werd gelopen op zondag 11 oktober 2015. Het was de 32e editie van deze marathon. De wedstrijd werd gelopen onder gunstige omstandigheden. Het was een zonnige dag, 65 procent luchtvochtigheid en windkracht drie tot vier. Bij de start van marathon was het 6 graden. Later in de middag liep de temperatuur op tot 12 graden.
De wedstrijd bij de mannen werd gewonnen door de Keniaan Stephen Chebogut in 2:05.52. Hij miste het parcoursrecord op slechts vier seconden. Chebogut besliste de wedstrijd door in de laatste kilometers bij zijn landgenoot Mark Kiptoo en de Ethiopische favoriet Deribe Robi weg te lopen. Bij de vrouwen ging de Belgische Els Rens met de hoogste eer strijken. Zij won de wedstrijd bij de vrouwen in 2:38.16 en verbeterde haar persoonlijk record met drie minuten. Aangezien het evenement tevens het toneel was van het Belgisch kampioenschap, kroonde zij zich hiermee tevens tot Belgische kampioene. De Belgische titel bij de mannen ging naar Abdelhadi El Hachimi, die overall tiende werd in 2:15.13.
Naast de hele marathon kende het evenement ook wedstrijden over de halve marathon, 10 km, 5 km en 1,5 km.

## Marathon
Mannen
| rang   | naam                 | land | tijd    |
| ------ | -------------------- | ---- | ------- |
| Goud   | Stephen Chebogut     | KEN  | 2:05.52 |
| Zilver | Deriba Robi          | ETH  | 2:05.58 |
| Brons  | Mark Kiptoo          | KEN  | 2:06.00 |
| 4      | Abayneh Woldegiorgis | ETH  | 2:07.16 |
| 5      | Edwin Kibet          | KEN  | 2:08.17 |
| 6      | Stephen Chemlany     | KEN  | 2:09.04 |
| 7      | Vincent Chepkok      | KEN  | 2:11.59 |
| 8      | Gilbert Yegon        | KEN  | 2:14.28 |
| 9      | Samuel Kalalei       | KEN  | 2:14.31 |
| 10     | Abdelhadi El Hachimi | BEL  | 2:15.13 |
| 11     | Stijn De Vulder      | BEL  | 2:19.08 |
| 12     | Harm Sengers         | NED  | 2:21.07 |
| 13     | Kristof Nackaerts    | BEL  | 2:25.30 |
| 14     | Olivier Van Hoey     | BEL  | 2:27.09 |
| 15     | Bart Verschoren      | BEL  | 2:28.42 |

Vrouwen
| rang   | naam                 | land | tijd    |
| ------ | -------------------- | ---- | ------- |
| Goud   | Els Rens             | BEL  | 2:38.16 |
| Zilver | Myhre Marthe         | NOR  | 2:41.54 |
| Brons  | Eeva Sajanti         | FIN  | 2:45.19 |
| 4      | Rachel Humphreys     | GBR  | 2:49.26 |
| 5      | Annelies Deketelaere | BEL  | 2:50.33 |
| 6      | Ann Sofie Claeys     | BEL  | 2:51.49 |
| 7      | Vanessa Gosselink    | NED  | 2:53.43 |
| 8      | Elke Heirman         | BEL  | 2:55.21 |
| 9      | Maria Vranckx        | BEL  | 2:55.58 |
| 10     | Selina van der Vliet | NED  | 2:56.39 |

## Halve marathon
Mannen
| rang   | naam                  | land | tijd    |
| ------ | --------------------- | ---- | ------- |
| Goud   | Mats Lunders          | BEL  | 1:09.27 |
| Zilver | Michiel Vink          | NED  | 1:09.29 |
| Brons  | Casper van der Putten | NED  | 1:09.58 |

Vrouwen
| rang   | naam                 | land | tijd    |
| ------ | -------------------- | ---- | ------- |
| Goud   | Nancy Vanden Driesch | BEL  | 1:23.36 |
| Zilver | Elly Kerstens        | BEL  | 1:24.21 |
| Brons  | Ellen Van Cantfort   | BEL  | 1:25.17 |

## 10 km
Mannen
| rang   | naam            | land | tijd  |
| ------ | --------------- | ---- | ----- |
| Goud   | Damien Meuleman | BEL  | 34.36 |
| Zilver | Martijn Boon    | NED  | 34.46 |
| Brons  | Vincent Merk    | NED  | 35.01 |

Vrouwen
| rang   | naam                | land | tijd  |
| ------ | ------------------- | ---- | ----- |
| Goud   | Nienke Van Zoggel   | NED  | 38.18 |
| Zilver | Mira van Vroonhoven | NED  | 39.10 |
| Brons  | Janny Maas          | NED  | 40.25 |

## 5 km
Mannen
| rang   | naam               | land | tijd  |
| ------ | ------------------ | ---- | ----- |
| Goud   | Dieter Verschueren | BEL  | 17.17 |
| Zilver | Jeffrey Reijnders  | NED  | 17.35 |
| Brons  | Tim Verbaandert    | NED  | 17.40 |

Vrouwen
| rang   | naam                 | land | tijd  |
| ------ | -------------------- | ---- | ----- |
| Goud   | Christine Venhuizen  | NED  | 18.50 |
| Zilver | Sjoukje Van den Boom | NED  | 19.35 |
| Brons  | Laura Muskens        | NED  | 19.41 |

1959 ·
1960 ·
1982 ·
1984 ·
1986 ·
1988 ·
1990 ·
1991 ·
1992 ·
1993 ·
1994 ·
1995 ·
1996 ·
1997 ·
1998 ·
1999 ·
2000 ·
2001 ·
2002 ·
2003 ·
2004 ·
2005 ·
2006 ·
2007 ·
2008 ·
2009 ·
2010 ·
2011 ·
2012 ·
2013 ·
2014 ·
2015 ·
2016 ·
2017 ·
2018 ·
2019 ·
2020 ·
2021 ·
2022 ·
2023 ·
2024 ·
2025